# SHINOBI 復讐の斬撃
『SHINOBI 復讐の斬撃』（SHINOBI ふくしゅうのざんげき、英: SHINOBI: Art of Vengeance）は、セガが2025年8月29日に発売予定するゲームソフト。

## 概要
2023年のThe Game Awardsにおいて、セガが計画する「リブートプロジェクト」の一つとして本作が発表された。本作の開発は『ベア・ナックルIV』を開発したLizardcubeが担当し、加えてセガのアーケードゲームを手掛けた開発者も参加すると公表されている。
『SHINOBI』シリーズの新作としては2011年発売の『Shinobi 3D』から14年ぶりとなる。

## 開発
元々セガは過去の作品の復活に取り組んでおり、特に有名だった『SHINOBI』シリーズも候補に入っており、『ベア・ナックルIV』を手掛けたLizardcubeも同じ考えを持っていたことから、制作を進めることとなった。開発に際しては、プロデューサーの寺田貴治や、シニアディレクターの大原徹をはじめセガからスタッフが参加した。
LizardcubeのクリエイティブディレクターBen Fiquetは、本作の開発について、Lizardcubeの過去作品『ワンダーボーイ ドラゴンの罠』および『ベア・ナックルIV』の流れをくむ制作手法を取っていると『PlaySation Blog』のインタビューで語った。
また、『SHINOBI』のシリーズ作品の中ではメガドライブ用ソフト『ザ・スーパー忍』と『ザ・スーパー忍II』を特に意識したと語り、フランスの漫画や日本のアニメからの影響を受けつつも、メガドライブが活躍した時代の空気感の再現を目指していると語っている。たとえば、チュートリアルの背景には、過去作でも使われた竹林が出てくるほか、終盤には過去作を初出とするゴーストサムライや虚無僧が登場する。一方、大原はセガのパロディの扱いの難しさを指摘しており、たとえばドリームキャストのロゴは様々な権利が絡んでいたため、許諾を得るのに時間がかかったが、最終的にステージに仕込むことができたと明かしている。
本作には、技の増加に伴い探索可能範囲が広がる要素が含まれているものの、大原はメトロイドヴァニアではないと「4Gamer.net」とのインタビューの中で語っており、主体は探索要素ではなく、バトルの楽しさであると答えている。『ザ・スーパー忍』はその難度の高さで知られており、本作においても簡単にすべきでないという考えから土台作りが進められていた。一方、主人公のジョー・ムサシを強力な存在として設定するなど、バランスの調整が施されたほか、難度調整の選択肢も用意された。

## 主なキャラクター
ジョー・ムサシ
本作の主人公。
ルーズ卿
軍事組織「EME-CORP」のリーダー。
ヤマト
ジョー・ムサシの相棒犬。
トモエ
ジョー・ムサシの弟子で朧一族の女忍者。
ナオコ
ジョー・ムサシの妻。

## ステージ
朧の里
荒野